# MySims
 (octobre 2019).
Si vous disposez d'ouvrages ou d'articles de référence ou si vous connaissez des sites web de qualité traitant du thème abordé ici, merci de compléter l'article en donnant les références utiles à sa vérifiabilité et en les liant à la section « Notes et références ».
MySims est un jeu vidéo développé par EA Redwood Shores et édité par Electronic Arts en tant que série dérivée de la franchise Les Sims de Maxis pour la Wii et de la Nintendo DS en septembre 2007, réédité pour Microsoft Windows et les téléphones mobiles en 2008 et pour BlackBerry en 2009.

## Système de jeu
Après avoir créé son avatar, le joueur débarque dans une ville désertée par ses habitants. Il se rend rapidement à la mairie pour rencontrer la maire qui lui demande de l'aider à dynamiser l'endroit. Pour cela, le joueur doit améliorer les espaces extérieurs, en plantant des fleurs par exemple. Celui-ci est également amené à construire des objets à partir de plans, dans le but de meubler des commerces qui feront venir de nouveaux artisans (cuisinier, fleuriste...).

## Suites
Il s'agit du premier opus de la saga MySims qui en compte aujourd'hui cinq autres.
| Jeux             | Date de sortie    |
| ---------------- | ----------------- |
| MySims Kingdom   | 28 octobre 2008   |
| MySims Party     | 10 mars 2009      |
| MySims Racing    | 12 juin 2009      |
| MySims Agents    | 25 septembre 2009 |
| MySims SkyHeroes | 28 septembre 2010 |

## Accueil
Le jeu a reçu des critiques moyennes sur toutes les plateformes.